# Bandırmaspor
Bandırmaspor ist ein türkischer Fußballverein aus dem Kreisstadt Bandırma in der Provinz Balıkesir. Ihre Heimspiele tragen die Bordeauxrot-Weißen im 17 Eylül Stadı aus.

## Geschichte

### Vereinsgründung und erste Teilnahme an der 2. Futbol Ligi
Der Verein wurde 1957 unter dem Namen Ünye Gençlerbirliği gegründet. Mit Ausnahme von zwei Spielzeiten zählte der Verein ab dem Sommer 1965 drei Dekaden lang zu einem der ständigen Mitglieder der zweitklassigen Türkiye 2. Futbol Ligi.

### Erster Abstieg aus der 2. Futbol Ligi
Im Sommer 1993 stieg der Verein in die dritthöchste türkische Spielklasse ab.

### Systembedingter Abstieg in die TFF 3. Lig
Da mit der Saison 2001/02 der türkische Profi-Fußball grundlegenden Änderungen unterzogen werden sollte, wurden bereits in der Spielzeit 2000/01 Vorbereitungen für diese Umstellung unternommen. Bisher bestand der Profifußball in der Türkei aus drei Ligen: Der höchsten Spielklasse, der einspurigen Türkiye 1. Futbol Ligi, der zweitklassigen fünfspurig und in zwei Etappen gespielten Türkiye 2. Futbol Ligi und der drittklassigen und achtgleisig gespielten Türkiye 3. Futbol Ligi. Zur Saison 2001/02 wurde der Profifußball auf vier Profiligen erweitert. Während die Türkiye 1. Futbol Ligi unverändert blieb, wurde die Türkiye 2. Futbol Ligi in die nun zweithöchste Spielklasse, die Türkiye 2. Futbol Ligi A Kategorisi (zu dt.: 2. Fußballliga der Kategorie A der Türkei), und die dritthöchste Spielklasse, die Türkiye 2. Futbol Ligi B Kategorisi (zu dt.: 2. Fußballliga der Kategorie B der Türkei), aufgeteilt. Die nachgeordnete Türkiye 3. Futbol Ligi wurde fortan somit die vierthöchste Spielklasse, die TFF 3. Lig. Jene Mannschaften, die in der Drittligasaison 2000/01 lediglich einen mittleren Tabellenplatz belegten, wurden für die kommende Saison in die neugeschaffene vierthöchste türkische Spielklasse, in die 3. Lig, zugewiesen. Bandırmaspor, welches die Liga auf dem 8. Tabellenplatz beendet hatte, musste so systembedingt in die 3. Lig absteigen. Hier nahm man bis zum Saisonende 2005 am Spielgeschehen teil und stieg anschließend in die regionale Amateurliga ab.

### Rückkehr zum Profifußball
Nach drei Jahren Abstinenz von den Profiligen stieg der Verein 2008 in die Vierthöchste türkische Spielklasse auf. 2009/10 folge die Meisterschaft in der TFF 3. Lig und damit der Aufstieg in die TFF 2. Lig. Die nächsten Spielzeiten führte der Verein die TFF 2. Lig als Tabellenerster an und verspielte erst in den letzten Spieltagen seine Tabellenführung. Man nahm zum Saisonende an den Relegationsspielen teil, in denen der dritte und letzte Aufsteiger ausgespielt wurde und scheiterte beide Male.

### Rückkehr in die TFF 1. Lig
Nach mehreren erfolglosen Anläufen, gelang Bandırmaspor im Sommer 2016 der lang ersehnte Aufstieg in die TFF 1. Lig. Unter der Führung vom Cheftrainer İsmail Ertekin, der den Verein bereits im Sommer 2009 in die TFF 2. Lig und in den Jahren 2012 bis 2014 den Erzrivalen Balıkesirspor von der TFF 2. Lig bis zur Süper Lig geführt hatte, qualifizierte sich die Mannschaft am Ende der regulären Ligaphase durch den 3. Tabellenplatz für die Teilnahme an der nachfolgenden Play-off-Phase. In den Play-offs, in denen der dritte und letzte Aufsteiger per K.-o.-System bestimmt wird, setzte sich der Verein gegen Hacettepe SK, İstanbulspor und im Finale gegen Gümüşhanespor durch und kehrte damit nach 13-jähriger Abstinenz wieder in die TFF 1. Lig zurück.

## Ligazugehörigkeit
- 2. Liga: 1965–1974, 1975–1987, 1989–1993, 2016–2017
- 3. Liga: 1974–1975, 1987–1989, 1993–2001, 2010–2016, Seit 2017
- 4. Liga: 2001–2005, 2008–2010
- Regionale Amateurliga: 2005–2008

## Ehemalige Spieler
- Gökhan Emreciksin
- Recep Berk Elitez
- Sezai Demircan
- Akgün Kaçmaz
- Timur Karagülmez
- Nurettin Kayaoğlu
- Vedat Vatansever

## Trainer (Auswahl)
- Hilmi Kiremitçi (1974/75)
- Rıdvan Kösemihal (1975/76)
- Hilmi Kiremitçi (1976/77)
- Cavit Aydın (1977)
- Orhan Yüksel (Juli 1991 – November 1991)
- Ahmet Kayahan (Januar 1994 – Mai 1994)
- Orhan Yüksel (August 1999 – September 1999)
- Arda Vural (Juli 2000 – September 2000)
- İlyas Tüfekçi (Februar 2008 – Mai 2008)
- Adnan Esen (Oktober 2008 – März 2009)
- Mehmet Birinci (Dezember 2008 – März 2009)
- İsmail Ertekin (März 2009 – April 2009)
- Serhat Güller (Mai 2011)
- Turgut Uçar (Juli 2011 – März 2012)
- Nurettin Yılmaz (März 2012 – Juni 2012)
- Fuat Yaman (August 2012 – Dezember 2012)
- Mustafa Alper Avcı 1 (Dezember 2012)
- Yılmaz Özlem (Dezember 2012 – März 2013)
- Oktay Çevik (März 2013 – Juni 2013)
- Hüseyin Yenikan (August 2013 – November 2013)
- Mustafa Çapanoğlu (November 2013 – April 2015)
- Kemal Kılıç (April 2015 – Oktober 2015)
- Turhan Özyazanlar (Oktober 2015)
- Ramazan Erin 1 (Oktober 2015 – November 2015)
- Zafer Biryol (November 2015 – Februar 2016)
- İsmail Ertekin (Februar 2016 – November 2016)
- Feyyaz Uçar (November 2016 – Februar 2017)
- Yusuf Şimşek (Februar 2017 – April 2017)
- Mustafa Uğur (April 2017 – Februar 2018)
- Mehmet Nuri Adıgüzel (Januar 2019 - )

## Präsidenten (Auswahl)
- Mehmet Kılkışlı
- Erhan Elmastaş
- Göksel Karlahan